# Inflație

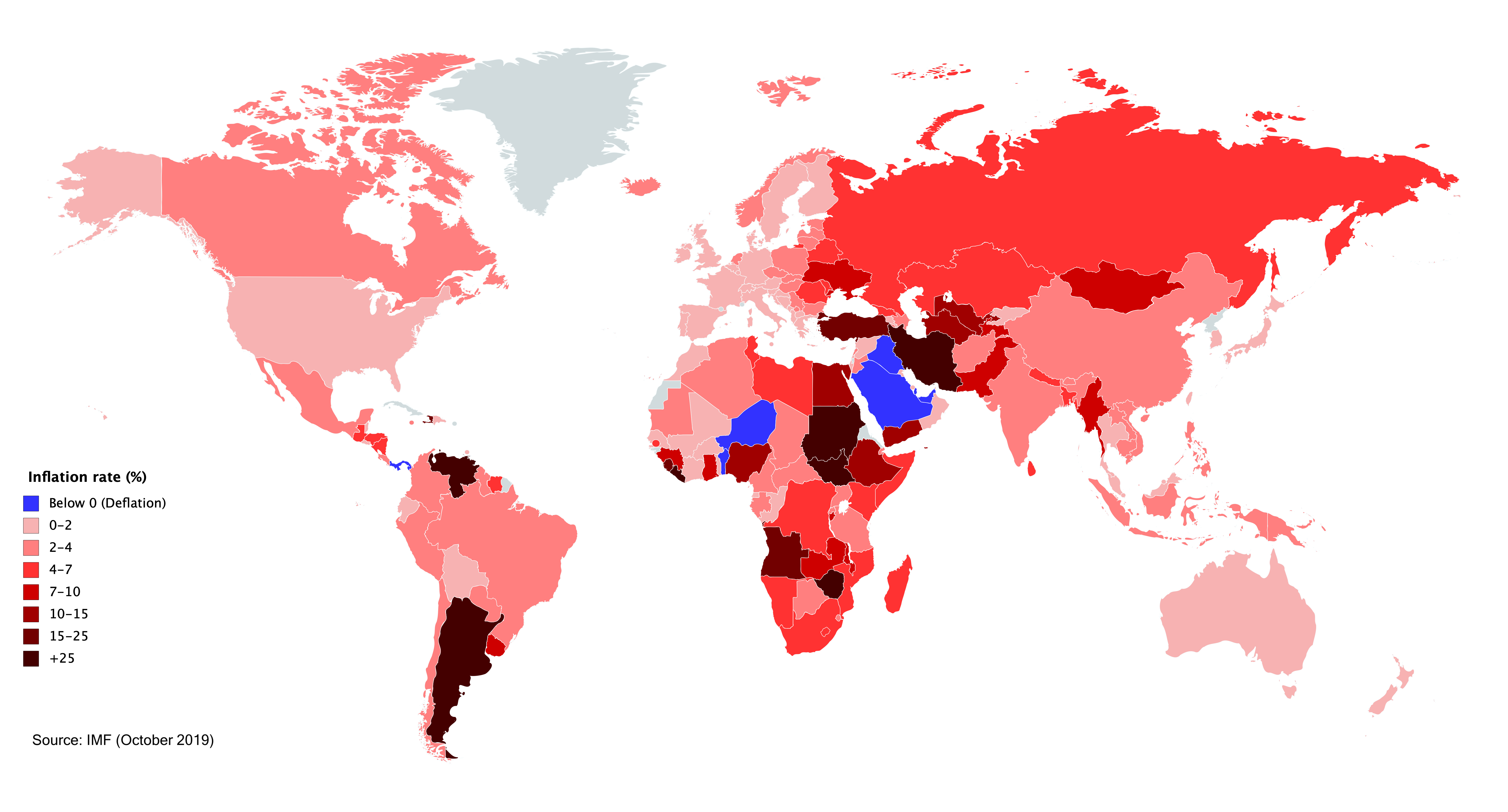
Harta țărilor în funcție de rata inflației în anul 2019.

Inflația este un dezechilibru major prezent în economia oricărei țări, reprezentat de o creștere generalizată a prețurilor și de scăderea simultană a puterii de cumpărare a monedei naționale într-o economie de scară. 
Inflația este un indicator final, care arată la sfârșit de an fiscal dacă politicile guvernamentale monetare, fiscale, legislative, etc., alături de politicile Băncii Centrale, se coordonează și conduc la o stabilitate a prețurilor de consum. 

## Cauzele inflației
Principalele cauze ale inflației sunt:
- inflație prin monedă - emisiunea excesivă de monedă peste oferta reală de bunuri și servicii;
- inflație prin cerere - excedentul de cerere agregată peste oferta agregată;
- inflație prin costuri - creșterea costurilor de producție, independent de cererea agregată;
- inflația importată;
- inflația prin structuri.

## Formele inflației
Formele inflației sunt: 
- inflația târâtoare (sau liniștită) -- se referă la creșterea treptată și continuă a prețurilor de până la 3%. Termenul a fost propus de către Franklyn Holzman, profesor la universitatea Tufts, în 1959[1];
- inflația moderată -- reprezintă creșterea anuală a prețurilor cu 15-30%. Definiția inflației moderate a fost propusă de către Rudiger Dornbusch, profesor la MIT și Stanley Fischer, primul vice-director executiv al FMI, în 1993[2];
- criza inflaționistă -- reprezintă acea perioadă de timp, de cel puțin doi ani, pe parcursul căreia rata anuală a inflației depășește 40%. Definiția crizei inflaționiste a fost propusă de către Michael Bruno și William Easterly, economiști la Banca Mondială, în 1998[3];
- inflația rapidă, când ritmul anual de creștere a prețurilor se apropie de 10%;
- inflația galopantă, când creșterea prețurilor depășește 10% anual;
- hiperinflația -- reprezintă creșterea prețurilor de peste 50% pe lună. Definiția hiperinflației a fost formulată pentru prima dată de către Phillip Cagan, profesor la Universitatea Columbia, în 1956. Hiperinflația începe în luna în care creșterea prețurilor depășește 50% și se termină, dacă rata creșterii prețurilor scade sub 50% și timp de un an se menține sub acest nivel[4]. După alți autori, hiperinflația presupune o rată medie anuală de 1.000% și peste acest nivel.

## Măsurarea inflației
- în mărime absolută - Excedentul de masă monetară peste oferta reală de mărfuri, care dă naștere la un surplus de cerere absolută nominală ce se traduce prin majorări ale prețurilor efective;

- în expresie relativă - Este raportul între excedentul sau surplusul de monedă (respectiv, de cerere)și oferta reală de bunuri și servicii, în economie, căruia îi corespunde o anumită majorare a prețurilor.

1. Indicele general al prețurilor IGP;
2. Indicele prețurilor de consum;
3. Indicele puterii de cumpărare a banilor IPCB.

## Măsuri de prevenire a inflației
A) Măsuri de reducere a excesului de cerere agregată:
- politică monetară riguroasă, de natură să evite excedentul de monedă în economie;
- politica bugetară a statului, orientată spre reducerea deficitului bugetar, spre menținerea la un nivel a cheltuielilor publice, în perioada respectivă, și spre ridicarea, în anumite limite, a nivelului impozitelor și taxelor, care să frâneze creșterea cererii și a prețurilor;
- politica dobânzilor la creditele acordate, prin care să nu se ajungă la o micșorare artificială a ratei dobânzii și la ieftinirea creditului;
B) Măsuri de stimulare a creșterii ofertei:
- o politică de salarizare corelată cu rezultatele economice obținute prin muncă, prin care să se evite creșterea costurilor medii;
- creșterea capacității de adaptare a aparatului de producție la cerințele pieței;
- stimularea extinderii potențialului de producție, prin investiții de capital în mijloacele de producție performante, prin forța de muncă într-o structură de calificare nouă, inovații, prin creșterea productivității factorilor de producție.

## Consecințele inflației
Printre consecințele inflației se numără: 
- scăderea puterii de cumpărare a populației;
- redistribuirea veniturilor și avuției;
- stimularea înclinației spre consum și descurajarea înclinației spre economisire;
- avantajarea debitorilor (în moneda națională);
- rata inflației care influențează rata dobânzii.

Consecințele inflației pe care le suportă populația, viața social-economică în ansamblul ei sunt cunoscute sub denumirea de cost al inflației.

## Inflația în România
Inflația în România a fost o problemă majoră în anii 1990, atunci când aceasta a atins un vârf de 256% în anul 1993. De atunci, inflația a scăzut lent, ajungând la o perioadă de deflație în 2015. 
În cea mai mare parte a perioadei socialiste, inflația a fost relativ scăzută, datorită economiei planificate la nivel central. Excepții în acest sens au fost la începutul politicii de austeritate în anii 1980, când prețurile au fost majorate pentru a reduce consumul și a permite guvernului să ramburseze datoria externă.
În urma declanșării reformelor economice liberale în luna noiembrie a anului 1990, pe măsură ce prețurile și ratele de schimb au fost liberalizate treptat, inflația a început să crească. 
În anul 1997, în urma eliminării subvențiilor, a avut loc o nouă criză a inflației.
În zilele de astăzi, România se află în primele cinci țări din Uniunea Europeana în ceea ce privește inflația. Prețurile produselor și serviciilor au crescut cu 5,2% în luna septembrie a anului 2021, față de anul anterior, potrivit datelor Eurostat.